# Équipe de Slovaquie féminine de handball
 (signalé en août 2025).
Si vous disposez d'ouvrages ou d'articles de référence ou si vous connaissez des sites web de qualité traitant du thème abordé ici, merci de compléter l'article en donnant les références utiles à sa vérifiabilité et en les liant à la section « Notes et références ».
- Archive Wikiwix
- Bing
- Cairn
- DuckDuckGo
- E. Universalis
- Gallica
- Google
- G. Books
- G. News
- G. Scholar
- Persée
- Qwant
- (zh) Baidu
- (ru) Yandex
- (wd) trouver des œuvres sur Wikidata

Dernière mise à jour : 11 janvier 2022.
L'équipe de Slovaquie féminine de handball représente la Fédération de slovaque de handball lors des compétitions internationales, notamment aux championnats du monde et aux Championnats d'Europe.

## Palmarès
Championnat du monde
- 1995 : 12e/20
- 2021 : 26e/32

Championnat d'Europe
- 1994 : 12e/12
- 2014 : 12e/16